# Ca l'Alemany (Badalona)
Ca l'Alemany era una masia del barri de Canyet de Badalona (Barcelonès), les runes de la qual estan catalogades com a bé cultural d'interès local. Situada a prop del turó de Montigalà, a mig camí entre la B-20 i el monestir de Sant Jeroni de la Murtra, continua essent un element característic del paisatge de la vall de Betlem o de Sant Jeroni.

## Història i descripció
Té l'origen en una vil·la romana de l'Alt Imperi, excavada inicialment el 1975 per Marta Prevosti i col·laboradors del Museu de Badalona, on es van trobar restes ibèriques i romanes. Constava de nou habitacions, i tenia una piscina adossada que contenia restes de pintures amb motius de dofins i unes termes. Entre la fi del segle ii i mitjan segle iii, aquestes foren inutilitzades i s'hi instal·là un forn metal·lúrgic.
Com en altres casos semblants, la masia se superposaria a la vil·la. Les primeres referències són del 1300, quan s'anomenava Mas Carcerenya. El 1418 és documentada com a Mas Nadal de Baix, i des del 1619 com a Ca l'Alemany, nom que ha acabat conservant. Va ser propietat d'aquesta darrera família i després va passar als marquesos de Llo, que també eren propietaris de Can Móra. El 1717 va esdevenir una casa senyorial, es va refer i millorar, i se li afegí la bassa i les glorietes.
La masia va quedar abandonada a finals del segle xx. Víctima de diversos actes vandàlics, en primer lloc fou arrasat l'interior i mobiliari, i després el sostre s'enfonsà. Poc després, es va cremar totalment i el celler també en va quedar afectat. L'Ajuntament de Badalona n'aconseguí salvar únicament una premsa de vi datada el 1830, que fou desmuntada i traslladada al Museu de la ciutat.

## Masia
Original del segle xv, va tenir reformes i ampliacions posteriors; estava construïda amb tapial i la façana de llevant era de maçoneria. Les llindes i els brancals eren fets de pedra. Actualment, les restes estan molt degradades i tampoc en resten les cobertes. No obstant això, encara és visible la bassa o safareig quadrat, envoltat d'un reduït pati i una galeria d'arcs de mig punt fets amb totxana.

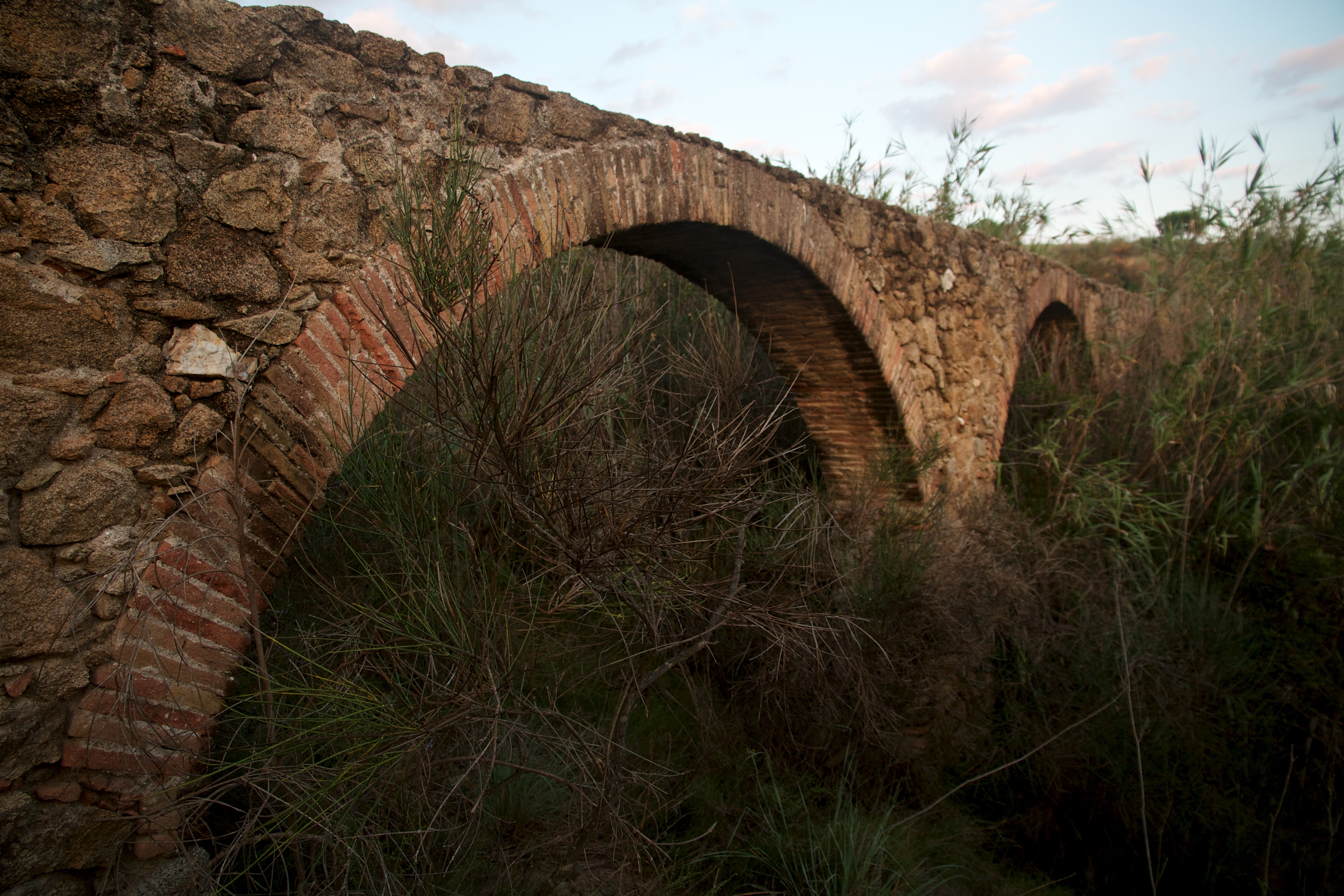
Aqüeducte de Ca l'Alemany

## Aqüeducte
Entre la masia i el monestir de Sant Jeroni de la Murtra hi ha un aqüeducte probablement construït al segle xix o principis del segle xx. És una estructura feta de pedra de sis arcs realitzats en maó. A través d'una canonada soterrada es transportava l'aigua des la mina de ca l'Alemany fins a una caseta, avui en ruïnes, des d'on es distribuïa a la resta de la masia.